# Шчитноски окръг
Шчитноски окръг (на полски: Powiat szczycieński) е окръг в Североизточна Полша, Варминско-Мазурско войводство. Заема площ от 1933,21 км2. Административен център е град Шчитно.

## География
Окръгът се намира в историческата област Мазурия (Галиндия). Разположен е в южната част на войводството.

## Население
Населението на окръга възлиза на 71 439 души (2012 г.). Гъстотата е 37 души/км2.

## Административно деление
Административно окръгът е разделен на 8 общини.
Градска община:
- Шчитно

Градско-селска община:
- Община Пасим

Селски общини:
- Община Велбарк
- Община Джвежути
- Община Йедвабно
- Община Розоги
- Община Швентайно
- Община Шчитно

## Фотогалерия
- Пасим
- Шчитно